# NUU Mobile
NUU Mobile 是一個智能手機品牌，由新基德科技（香港）有限公司製造。

## 歷史
新基德科技（香港）有限公司成立於2010年，總部位於香港，是新基德实业有限公司下屬的子公司，新基德实业有限公司成立于1979年。 NUU Mobile于2012年起向全球發售，并于北美和南美迅速成長、發展、壯大。NUU Mobile致力於設計、生產、銷售高質素智能手機。 
2015年6月，NUU Mobile智能手機于美國Target、Best Buy、Meijer以及亞馬遜等零售平台有售。

## 手機型號
- NUU NU1[4]
- NUU NU2
- NUU NU3
- NUU NU2S
- NUU NU3S[5]
- NUU NU4[6]
- NUU X1
- NUU X3[7]
- NUU Z8[8][9]

## 外部連結
- 官方网站